# طائفة شقورة
طائفة شقورة كانت مملكة طوائف أندلسية في العصور الوسطى والتي كانت موجودة من عام 1147 إلى حوالي عام 1150.

## الحكام
- ابن همشك: 1147-؟
  - إلى طائفة مرسية : حوالي 1150-1172